# Мерчинк, Юрий
Ю́рий Ме́рчинк (в.-луж. Jurij Měrćink, 20 мая 1914 года, деревня Хельно, Лужица, Германия — 14 марта 1988 года, Будишин, Германская Демократическая Республика) — верхнелужицкий писатель, журналист, педагог и первый директор Серболужицкого национального университета.

## Биография
Родился 20 мая 1914 года в серболужицкой крестьянской семье в деревне Хельно. Обучался в средних школах в Радворе и Будишине. Среднее образование получил в 1933 году. После прихода к власти нацистов отказался вступить в студенческий национал-социалистический союз, после чего ему запретили обучаться в Лейпцигском университете и он поступил на обучение в Пражский университет, где изучал германистику и сорабистику. Будучи студентом принимал активное участие в серболужицкой студенческой организации «Сербовка». Участвовал в подпольной деятельности по распространению серболужицких печатных изданий в Германии. 16 августа 1937 года переправлял для серболужицкой культурно-просветительской организации Домовина листовки через чехословацко-германскую границу и был задержан немецкими пограничниками. Его арест стал поводом для нацистских властей запретить деятельность в Баутцене Сербского дома. До 1940 года содержался в заключении, после чего его отправили в концентрационный лагерь Заксенхаузен.
После Второй мировой войны проживал в Праге, где занимался изданием серболужицких журналов «Naš puć» и «Naše nowiny». Занимался общественной деятельностью среди лужичан, проживающих в Праге. Основал чешское отделение Домовины. В 1948 году возвратился в Лужицу. С 1942 года по 1952 год был первым директором новообразованного Серболужицкого национального университета. Потом преподавал в Серболужицком педагогическом институте. В 1962 году был одним из организаторов Института серболужицкого народоведения (Institut za serbski ludospyt), который в 1992 году был преобразован в Серболужицкий институт.
Отец серболужицкой писательницы и политика Ангелы Стаховой. 
Скончался 14 марта 1988 года в Будишине. Похоронен на кладбище святого Николая в Будишине.

## Сочинения
В 1961 году на основе своей биографии издал роман о жизни в концентрационном лагере «Hdyž čerty ćěkaja». В рамках деятельности Института серболужицкого народоведения занимался работой над Немецко-верхнелужицким словарём. Перевёл на верхнелужицкий язык произведение Юлиуса Фучика «Репортаж с петлёй на шее».